# Destin
Destin és una població dels Estats Units a l'estat de Florida. Segons el cens del 2000 tenia 11.119 habitants.

## Demografia
Segons el cens del 2000, Destin tenia 11.119 habitants, 4.877 habitatges, i 3.135 famílies. La densitat de població era de 570,1 habitants per km².
Dels 4.877 habitatges en un 24,8% hi vivien nens de menys de 18 anys, en un 53% hi vivien parelles casades, en un 8% dones solteres, i en un 35,7% no eren unitats familiars. En el 27,4% dels habitatges hi vivien persones soles el 8,5% de les quals corresponia a persones de 65 anys o més que vivien soles. El nombre mitjà de persones vivint en cada habitatge era de 2,26 i el nombre mitjà de persones que vivien en cada família era de 2,72.
Per edats la població es repartia de la següent manera: un 19,4% tenia menys de 18 anys, un 5,6% entre 18 i 24, un 29,8% entre 25 i 44, un 28,2% de 45 a 60 i un 17% 65 anys o més.
L'edat mediana era de 42 anys. Per cada 100 dones de 18 o més anys hi havia 100,4 homes.
La renda mediana per habitatge era de 53.042 $ i la renda mediana per família de 60.498 $. Els homes tenien una renda mediana de 42.218 $ mentre que les dones 26.146 $. La renda per capita de la població era de 32.048 $. Entorn del 3% de les famílies i el 5,5% de la població estaven per davall del llindar de pobresa.

## Poblacions més properes
El següent diagrama mostra les poblacions més properes.